# Авдошкін Семен Єгорович
Семен Єгорович Авдошкін (15 серпня 1918 — 9 березня 1963) — учасник Другої світової війни, командир кулеметної роти 1178-го стрілецького полку 350-ї стрілецької дивізії 13-ї армії 1-го Українського фронту. Герой Радянського Союзу, старший лейтенант.

## Біографія
Народився 15 серпня 1918 року в селі Волосово нині село Волосово-Звягіна Козельського району Калузької області в сім'ї селянина. Росіянин.
Член ВКП(б)/КПРС з 1943 року. Після закінчення початкової школи працював у колгоспі. З квітня 1933 року по вересень 1939 року працював шліфувальником, слюсарем, токарем у містах Руза, Подольськ Московської області та місті Рибінську.
У Червоній Армії з листопада 1939 року. Призваний Ульяновським райвійськкоматом Орловської області.
На фронтах Другої світової війни з червня 1941 року.
Особливо відзначився 29 липня 1944 року. Кулеметна рота, якою командував старший лейтенант Авдошкін С. Є., на підручних засобах форсувала річку Вісла в районі населеного пункту Лонжак (південно-західніше міста Сандомир нині Польща), потопив пором і 3 човни з гітлерівцями. Оволодівши плацдармом, кулеметники знищили до 2-х піхотних взводів супротивника, підбили 8 автомашин з боєприпасами і продовольством, захопили 3 станкових кулемета, 17 гвинтівок і взяли в полон 12 солдатів противника.
В цьому бою Авдошкин С. Є., командуючи ротою, сам весь час знаходився попереду і особисто знищив 12 солдатів і 2-х офіцерів противника. В результаті бою рота С. Є. Авдошкіна дала змогу з меншими втратами у кількох місцях форсувати річку Віслу іншим частинам полку.
Звання Героя Радянського Союзу з врученням ордена Леніна і медалі «Золота Зірка» (№ 4595) старшому лейтенанту Авдошкіну Семену Єгоровичу присвоєно 23 вересня 1944 року.
Після звільнення в запас проживав у місті Стерлітамаку в Башкортостані, працював експедитором, начальником пожежно-сторожової охорони Стерлітамацького лікеро-горілчаного заводу. Помер 9 березня 1963 року, похований у місті Стерлітамаку.

## Нагороди
- Медаль «Золота Зірка» Героя Радянського Союзу
- Орден Леніна
- Орден Вітчизняної війни II ступеня
- Медалі

## Пам'ять
- На території школи № 14 міста Стерлітамака встановлено бюст Героя.